# Zwarthemden

Mussolini en de Zwarthemden in 1922

De Zwarthemden (Italiaans: Camicie Nere) vormden een fascistische, paramilitaire organisatie in Italië in de tijd dat het land bestuurd werd door Mussolini. De term wordt verder ook weleens gebruikt om te verwijzen naar de Duitse SS die tevens zwarte uniformen droeg.
Geïnspireerd door de Roodhemden van Giuseppe Garibaldi, organiseerde Benito Mussolini de Zwarthemden als een militair instrument voor zijn fascistische beweging. Naarmate de politieke macht van Mussolini toenam, werden de Zwarthemden alsmaar gewelddadiger met methoden als intimidatie en moord tegenover politieke tegenstanders.
Later werden de achterliggende gedachte en het uniform overgenomen door anderen die Mussolini's ideeën deelden. Zo creëerde Adolf Hitler de Bruinhemden van de SA en werden de SS'ers ook wel de Zwarthemden genoemd vanwege hun zwarte uniform, evenals de leden van de WA, de in het zwart geklede ordedienst en knokploeg van de NSB. Oswald Mosley stichtte de British Union of Fascists en ook deze groep droeg de naam Zwarthemden. William Dudley Pelley stichtte het Silver Legion of America en deze groep noemde zich ook wel de Zilverhemden. Andere groeperingen zijn de Mexicaanse Camisas Doradas of Goudhemden, de Braziliaanse Groenhemden en de Ierse en Canadese Blauwhemden.

## Geschiedenis
De Zwarthemden werden in 1919 opgericht als de Squadristi en bestonden grotendeels uit ontevreden ex-soldaten. De organisatie telde vermoedelijk al 200.000 leden ten tijde van Mussolini's Mars naar Rome van 27 tot 29 oktober 1922. 
In 1922 werden de Squadristi gereorganiseerd tot milizia (milities). In 1923 werden ze omgedoopt tot het MVSN (Milizia Volontaria per la Sicurezza Nazionale), dat tot de wapenstilstand in 1943 bleef bestaan.
Na de wapenstilstand werd het MVSN in Noord-Italië, dat nog altijd door Duitsland werd bezet, omgevormd tot het GNR (Guardia Nazionale Repubblicana).